# DARK RIVER／Eternally／時鐘
「DARK RIVER／Eternally／時鐘」是 GLAY的第48張單曲，也是第2張三A面單曲。

## 簡介
「DARK RIVER」的MV由關和亮擔任導演，和GLAY初次合作，同時也負責單曲封面和團員照片的拍攝。
發行『CD+DVD盤』和『CD ONLY盤』2種版本。

## 收錄曲

### CD
1. DARK RIVER
NHK綜合頻道『激流〜還記得我嗎?〜』連續劇主題曲。
製作人由龜田誠治操刀，首次和GLAY製作音樂。
2. Eternally
「GLAY Special Live 2013 in HAKODATE GLORIOUS MILLION DOLLAR NIGHT Vol.1」演唱會主題曲。
3. 時鐘
NHK綜合頻道『激流〜還記得我嗎?〜』連續劇插曲。

### DVD （CD+DVD盤）
- 「DARK RIVER」MV & 製作花絮
- 「Eternally」MV & 製作花絮
- Documentary of GLAY in HAKODATE
  - 2013年5月造訪故鄉函館的特別內容
- GLAY Special Live 2013 Freshers Night in Zepp Fukuoka演唱會（2013年4月25日）

1. More than Love
2. WET DREAM
3. KISSIN' NOISE
4. 戀慕春天的人